# Cavendish-Knoten
Der Cavendish-Knoten ist als Krawattenknoten eine Möglichkeit eine Krawatte zu binden.

## Herkunft
Der Cavendish-Knoten ist nach Henry Cavendish (1731–1810), einem Naturwissenschaftler aus dem Königreich Großbritannien, benannt. Der Knoten wurde von Thomas Fink und Yong Mao nach dem Naturwissenschaftler benannt. Fink und Mao schrieben ein Buch, das 85 mathematisch errechnete Methoden zum Binden eines Krawattenknotens beschreibt.

## Beschreibung
Der Cavendish-Knoten ist ein asymmetrischer Knoten, der durch die Ausführung zweier Four-in-Hand hintereinander entsteht. Mit der Größe liegt er in etwa beim Halben Windsorknoten.
Passende Krawatten sind „längere, schmale aus leichtem bis normal schweren Tuch“. Durch die Fülle sei der Knoten für breitere Krägen geeignet, besonders für „Umlegekragen oder wenig gespreizte Haifischkragen“. Ein Haifischrkagen sei mit diesem Knoten besser ausgefüllt als mit einem Four-in-Hand oder einem Victoria-Knoten (auch als Prinz-Albert-Knoten bezeichnet). Auch für den Kent-Kragen sei er gut geeignet. Zudem gilt er als der „einzige voluminösere Kragen, der zu gut zu normal weiten Krägen getragen werden kann“.
Das Aussehen weist eine „kompakte Dreiecksform“ auf und wirke dadurch „besonders edel“, wofür der Cavendish-Knoten „für das Büro genauso wie für festive Veranstaltungen“ geeignet sei.
Geeignet ist er für „Männer mit schmalem Gesicht bei denen ein Four-in-Hand zu schmal wirkt“. Auch kleinere Männer können ihn gut verwenden, da die vielen Windungen die Krawatte stark kürzen.

## Bindung
Der Cavendish-Knoten ist „mittelschwer“ zu binden, allerdings gilt er als für „Anfänger leicht erlernbar“, da der zugrundeliegende Four-in-Hand einer der einfachsten Knoten ist.
Gestartet wird mit der Vorderseite der Krawatte nach außen, wobei das breite nach links wird über das lange Ende gelegt wird. Das breite Ende kommt daraufhin nach rechts hinter das schmale Ende und dann vorne wieder nach rechts. Das breite Ende wird von unten durch die Halsöffnung gesteckt, hier wäre der Four-in-Hand fertig. Daraufhin wird das breite Ende von links hinter dem schmalen Ende entlang nach rechts geführt. Vorne kommt das breite Ende nach links, sodass sich ein Ring auf der Vorderseite ergibt. Durch diesen Ring wird das breite Ende gezogen und die Krawatte fixiert. Ein Dimple ist schwer zu bilden.